# کاژیمیش دوئوسکی
کاژیمیش دوئوسکی (لهستانی: Kazimierz Dłuski؛ ‏ تلفظ لهستانی: [kaˈʑimjɛʐ ˈdwuskʲi]؛ ‏ ۱ نوامبر ۱۸۵۵ – ۶ سپتامبر ۱۹۳۰) پزشک و سیاستمدار اهل لهستان بود. وی یکی از اعضای حزب سوسیالیست لهستان بود و بعدها سازمان‌های غیردولتی فراوانی بنیان‌گذاری کرد. او همسر برونیسواوا دوئوسکا خواهر بزرگ ماری کوری بود.